# Copa Gato 2010
La Copa Gato 2010 fue la octava edición correspondiente al torneo amistoso de fútbol Copa Gato, siendo organizada por la empresa Pegaso Chile S.A., continuadora de la productora MERCOM S.A., y auspiciada por la Viña San Pedro, dueña de la marca de vino Gato.
En aquella versión tuvo lugar el Clásico del fútbol chileno, entre Colo-Colo y Universidad de Chile. El duelo, efectuado en el Estadio Municipal de Concepción, terminó con un empate de 2-2, que se definió mediante lanzamientos penales: el cuadro universitario ganó por 4-2 y se adjudicó el trofeo amistoso.

## Colo-Colo v/s Universidad de Chile
| POR   | Nery Veloso            |  |
| DEF   | Paulo Magalhaes        |  |
| DEF   | Jorge Carrasco         |  |
| DEF   | Diego Olate            |  |
| DEF   | Rafael Caroca          |  |
| MED   | Luis Pavez 57'         |  |
| MED   | Arturo Sanhueza        |  |
| MED   | Cristóbal Jorquera 46' |  |
| MED   | Charles Aránguiz       |  |
| DEL   | Cristian Bogado        |  |
| DEL   | Phillip Araos 57'      |  |
| D. T. | Hugo Tocalli           |  |

| POR   | Esteban Conde      |  |
| DEF   | Marcelo Díaz       |  |
| DEF   | Juan González      |  |
| DEF   | Juan Abarca        |  |
| DEF   | Mauricio Arias 59' |  |
| MED   | Manuel Iturra      |  |
| MED   | Nelson Pinto       |  |
| DEL   | Edson Puch         |  |
| DEL   | Eduardo Vargas 15' |  |
| DEL   | Gabriel Vargas 46' |  |
| DEL   | Diego Rivarola     |  |
| D. T. | Gerardo Pelusso    |  |

| MED | Rodrigo Millar        | 57' |
| MED | José Pedro Fuenzalida | 46' |
| DEL | Yashir Pinto          | 57' |

| DEF | Matías Rodríguez    | 59' |
| MED | Felipe Seymour      | 15' |
| DEL | Juan Manuel Olivera | 46' |

|       | 18' | Phillip Araos   |
| Penal | 82' | Cristian Bogado |

|  | 33' | Edson Puch     |
|  | 42' | Diego Rivarola |

|                       |                           | 0:1 | Acierto de penal          | Juan Manuel Olivera |
| Diego Olate           | Acierto de penal          | 1:1 |                           |                     |
|                       |                           | 1:1 | Fallo de penal (Desviado) | Edson Puch          |
| José Pedro Fuenzalida | Fallo de penal (Atajado)  | 1:1 |                           |                     |
|                       |                           | 1:2 | Acierto de penal          | Nelson Pinto        |
| Yashir Pinto          | Acierto de penal          | 2:2 |                           |                     |
|                       |                           | 2:3 | Acierto de penal          | Marcelo Díaz        |
| Jorge Carrasco        | Fallo de penal (Desviado) | 2:3 |                           |                     |
|                       |                           | 2:4 | Acierto de penal          | Esteban Conde       |

| Amonestado | Diego Olate     |
| Amonestado | Cristian Bogado |
| Amonestado | Arturo Sanhueza |

| Amonestado | Diego Rivarola |
| Amonestado | Manuel Iturra  |

| Otorgado · Otorgado otra vez · Expulsado | 83' | Cristian Bogado |

| Árbitro | Patricio Polic |

| POR   | Nery Veloso            |  |
| DEF   | Paulo Magalhaes        |  |
| DEF   | Jorge Carrasco         |  |
| DEF   | Diego Olate            |  |
| DEF   | Rafael Caroca          |  |
| MED   | Luis Pavez 57'         |  |
| MED   | Arturo Sanhueza        |  |
| MED   | Cristóbal Jorquera 46' |  |
| MED   | Charles Aránguiz       |  |
| DEL   | Cristian Bogado        |  |
| DEL   | Phillip Araos 57'      |  |
| D. T. | Hugo Tocalli           |  |

| POR   | Esteban Conde      |  |
| DEF   | Marcelo Díaz       |  |
| DEF   | Juan González      |  |
| DEF   | Juan Abarca        |  |
| DEF   | Mauricio Arias 59' |  |
| MED   | Manuel Iturra      |  |
| MED   | Nelson Pinto       |  |
| DEL   | Edson Puch         |  |
| DEL   | Eduardo Vargas 15' |  |
| DEL   | Gabriel Vargas 46' |  |
| DEL   | Diego Rivarola     |  |
| D. T. | Gerardo Pelusso    |  |

| MED | Rodrigo Millar        | 57' |
| MED | José Pedro Fuenzalida | 46' |
| DEL | Yashir Pinto          | 57' |

| DEF | Matías Rodríguez    | 59' |
| MED | Felipe Seymour      | 15' |
| DEL | Juan Manuel Olivera | 46' |

|       | 18' | Phillip Araos   |
| Penal | 82' | Cristian Bogado |

|  | 33' | Edson Puch     |
|  | 42' | Diego Rivarola |

|                       |                           | 0:1 | Acierto de penal          | Juan Manuel Olivera |
| Diego Olate           | Acierto de penal          | 1:1 |                           |                     |
|                       |                           | 1:1 | Fallo de penal (Desviado) | Edson Puch          |
| José Pedro Fuenzalida | Fallo de penal (Atajado)  | 1:1 |                           |                     |
|                       |                           | 1:2 | Acierto de penal          | Nelson Pinto        |
| Yashir Pinto          | Acierto de penal          | 2:2 |                           |                     |
|                       |                           | 2:3 | Acierto de penal          | Marcelo Díaz        |
| Jorge Carrasco        | Fallo de penal (Desviado) | 2:3 |                           |                     |
|                       |                           | 2:4 | Acierto de penal          | Esteban Conde       |

| Amonestado | Diego Olate     |
| Amonestado | Cristian Bogado |
| Amonestado | Arturo Sanhueza |

| Amonestado | Diego Rivarola |
| Amonestado | Manuel Iturra  |

| Otorgado · Otorgado otra vez · Expulsado | 83' | Cristian Bogado |

| Árbitro | Patricio Polic |

### Campeón
| Campeón Universidad de Chile |